# Manfred Wagner (Schauspieler)
Manfred Wagner (* 19. Mai 1935; † Oktober 1997) war ein deutscher Schauspieler, Synchron- und Hörspielsprecher.

## Leben
Über das Leben des 1935 geborenen Manfred Wagner sind nur lückenhafte Informationen vorhanden. Von 1952 bis 1955 absolvierte er die Theaterhochschule Leipzig, bekannt sind anschließende Theaterengagements in Leipzig. In Produktionen des Deutschen Fernsehfunks (später Fernsehen der DDR) stand er vor der Kamera und in mehreren Dokumentarfilmen der DDR-Filmgesellschaft DEFA wirkte er als Sprecher.  Als Sprecher wirkte er auch in über 120 Hörspielen des Rundfunks der DDR mit. Einen großen Raum nahm seine Tätigkeit als Synchronsprecher in mindestens 170 Filmen und Fernsehserien ein. Seit den 1970er Jahren bis zum 31. Dezember 1991 war er die Stimme des Funksandmännchens.

## Filmografie
- 1963: Die Spur führt in den 7. Himmel (Fernseh-Fünfteiler, 5. Episode)
- 1971: Rosa Luxemburg – Stationen ihres Lebens (Dokumentarfilm, Sprecher)
- 1984: Familie intakt (Fernsehserie, 1 Episode)
- 1987: Glockengießer (Dokumentarfilm, Sprecher)
- 1988: Thomas Müntzer (Dokumentarfilm, Sprecher)

## Theater
- 1959: Gustav von Wangenheim: Studentenkomödie – Regie: ? (Städtische Theater Leipzig)
- 1959: Aristophanes: Lysistrata oder der Bettstreik der Athenerinnen (spartanischer Gesandter) – Regie: Rudi Kurz (Städtische Theater Leipzig – Kammerspiele)
- 1960: Johann Wolfgang von Goethe: Egmont – Regie: Karl Kayser (Opernhaus am Karl-Marx-Platz Leipzig)

## Hörspiele
- 1963: Rolf Schneider: Der Ankläger (Stückeschreiber) – Regie: Fritz Göhler (Hörspiel – Rundfunk der DDR)
- 1964: Benno Pludra: Die Reise nach Sundevit (Erzähler) – Regie: Maritta Hübner (Kinderhörspiel – Rundfunk der DDR)
- 1965: Roger Richard: Kleine Suite des Wartens (Jacques) – Regie: Edgar Kaufmann (Hörspiel – Rundfunk der DDR)
- 1967: Herbert Otto: Georg und seine Brüder (Erzähler) – Regie: Wolf-Dieter Panse (Hörspiel – Rundfunk der DDR)
- 1968: Lion Feuchtwanger: Der Auftrag der Jeanne Dunois (Erzähler) – Regie: Detlef Kurzweg (Kinderhörspiel/Kurzhörspiel – Rundfunk der DDR)
- 1969: Fritz Selbmann: Ein weiter Weg (Erzähler) – Regie: Fritz-Ernst Fechner (Hörspiel, 8 Teile – Rundfunk der DDR)
- 1970: Bodo Schulenburg: Vier Sätze zum Thema: Zeit zu träumen (Erzähler) – Regie: Manfred Täubert (Kinderhörspiel – Rundfunk der DDR)
- 1971: Joachim Walther: Ein Dorf auf dieser Erde – Regie: Fritz Göhler (Hörspiel – Rundfunk der DDR)
- 1972: Alfred Reinhold Böttcher: Betragen: vier (Erzähler) – Regie: Manfred Täubert (Kinderhörspiel – Rundfunk der DDR)
- 1973: Lia Pirskawetz: Spinnen-Palaver (Sprecher) – Regie: Barbara Plensat (Hörspiel – Rundfunk der DDR)
- 1974: Helfried Schreiter: Immer wieder (Er) – Regie: Werner Grunow (Hörspiel – Rundfunk der DDR)
- 1975: Carlos Cerda: Die Nacht des Soldaten (Sprecher) – Regie: Helmut Hellstorff (Hörspiel – Rundfunk der DDR)
- 1976: Bernardo Santareno: Das Verbrechen von Aldeia Velha (Sprecher) – Regie: Helmut Hellstorff (Hörspiel – Rundfunk der DDR)
- 1977: Hasso Laudon: Bin ich Kortschagin (Vater) – Regie: Detlef Kurzweg (Kinderhörspiel – Rundfunk der DDR)
- 1978: Waltraud Jähnichen: Der Drachensegler (Spielmeister) – Regie: Rüdiger Zeige (Kinderhörspiel – Rundfunk der DDR)
- 1979: Roland Kästner: Szenen aus Soweto (Dokumentarsprecher) – Regie: Helmut Hellstorff (Hörspiel – Rundfunk der DDR)
- 1981: Ove Magnusson: Aufstand der Rentner (Reporter) – Regie: Jörgen Cederberg (Hörspiel – Rundfunk der DDR)
- 1983: Lion Feuchtwanger: Erfolg – Regie: Werner Grunow (Hörspiel, 3 Teile – Rundfunk der DDR)
- 1984: Holmar Attila Mück: Das Todesurteil – Regie: Uwe Haacke (Kurzhörspiel – Rundfunk der DDR)
- 1985: Marion Seelig: Kann man mit Rapsöl zaubern? (Erzähler) – Regie: Eveline Fuhrmeister (Kinderhörspiel/Kurzhörspiel – Rundfunk der DDR)
- 1986: Horst G. Essler: Paradies ohne Apfel (Jim) – Regie: Hans Knötzsch (Kriminalhörspiel – Rundfunk der DDR)
- 1987: Hans Siebe: Gastspiel in Dabentin (Hauptmann Wenzel) – Regie: Hans Knötzsch (Kriminalhörspiel/Kurzhörspiel – Rundfunk der DDR)
- 1988: Hans Siebe: Große Kasse (Erzähler) – Regie: Fritz Göhler (Kriminalhörspiel – Rundfunk der DDR)
- 1990: Jan Eik: Farbfernseher zu verkaufen (Jarosch) – Regie: Detlef Kurzweg (Kriminalhörspiel/Kurzhörspiel – Rundfunk der DDR)
- 1991: Dieter Welz: Der Fall Watson oder Spiel mit dem Feuer (Feuerwehrhauptmann) – Regie: Klaus Mehrländer (Hörspiel – WDR)
- 1992: Horst Bosetzky: Niemandt kennt Tag und Stunde (Klient) – Regie: Albrecht Surkau (Kriminalhörspiel – WDR)
- 1993: David Campton: Brüderlein und Schwesterlein (Erzähler) – Regie: Albrecht Surkau (Hörspiel – DS Kultur)
- 1996: Patrick McCabe Frank Schwein sagt hallo (Arzt) – Regie: Ulrike Brinkmann (DLR, HR)

## Synchronisationen

### Spielfilme
- 1936 (1979): Gary Cooper als Tom Bradley in Perlen zum Glück
- 1938 (1970): Robert Bassac als Lehrer in Die Frau des Bäckers
- 1941 (1984): Melvyn Dougla als Larry Blake in Die Frau mit den zwei Gesichtern
- 1943 (?): Hans Heinrich von Twardowski als Reinhard Heydrich in Auch Henker sterben
- 1946 (1986): Burgess Meredith als James Madison in Die wunderbare Puppe
- 1947 (1990): Art Baker als Lucilles Anwalt in Daisy Kenyon
- 1963 (?): Massimo Serato als Garcia de Higuera in Zorro gegen Maciste – Kampf der Unbesiegbaren
- 1964 (1984): Amedeo Nazzari als Graf Marcello della Pietra in Verwirrungen des Sommers
- 1965: Jean-Pierre Cassel als Jolicoeur in Die Festung fällt - Die Liebe lebt
- 1965: Pierre Étaix als Yoyo in Yoyo, der Millionär
- 1966: Gérard Tichy als Kernan in Donner über dem Indischen Ozean
- 1966: Gérard Tichy als Kernan in Unter der Flagge des Tigers
- 1967: Otar Koberidse als Sultan in Aladins Wunderlampe
- 1967 (1983): Jesús Puente als Alex Turner in Django – unersättlich wie der Satan
- 1968: Franco Fabrizi als Marcello Cacciaperotti in Balduin, der Trockenschwimmer
- 1968: Ignacy Gogolewski als Baron Friedrich Kayn in Gräfin Cosel
- 1974: Innokenti Smoktunowski als: I.O.O. in Start zur Kassiopeia
- 1976 (1994): Paul Mantee als Sergeant O’Neal in Helter Skelter – Die Nacht der langen Messer
- 1977: Philippe Léotard: Inspektor Marec in Der Richter, den sie Sheriff nannten
- 1977: Josef Somr als Pereira in Wie wäre es mit Spinat?
- 1978: Als Off-Sprecher in Zucker, Zucker!
- 1979: Silviu Stănculescu als Institutsdirektor in Der Mann im Lodenmantel
- 1980: Renato Pozzetto als Emilio Altieri in Meine Frau ist eine Hexe
- 1981: Michal Dočolomanský als Graf Tenor in Das Geheimnis der Burg in den Karpaten
- 1982: Luděk Munzar als König in Der dritte Prinz
- 1985 (1995): Jean-Pierre Marielle als Antoine Garnier in Der Filou
- 1985: Als Erzähler in Weggehen und wiederkommen
- 1991: Roger Corman als FBI-Direktor Hayden Burke in Das Schweigen der Lämmer
- 1992: Bob Dishy als Jack Berman in Die Herbstzeitlosen
- 1992: Dale Young als Pater Doyle in Jimmy Hoffa
- 1993: James Pickens jr. als Gefängnisbeamter in Boiling Point – Die Bombe tickt
- 1993: Lou Walker als Frank Mulholland in Die Firma
- 1993: Philippe Desboeuf als Doktor in Germinal
- 1993: Als Gerichtsmediziner in Giovanni Falcone – Im Netz der Mafia
- 1993: James Earl Jones als Earnest Mose in Meteor Man
- 1994: Angus Scrimm als der große Mann in Das Böse III
- 1994: Mike Starr als Joe Mentalino in Dumm und Dümmer
- 1994: Als Börsenmakler in Zucker, Zucker!
- 1994: Clebert Ford als Obdachloser in Ein genialer Freak
- 1994: Geoffrey Palmer als Warren in King George – Ein Königreich für mehr Verstand
- 1994: Ron Dean als Johnny Sulari in Der Klient
- 1995: Sean Connery als König Artus in Der 1. Ritter
- 1995: Kevin Cooney als Gouverneur Benedict in Dead Man Walking – Sein letzter Gang
- 1995: J.C. Quinn als Burrows in God’s Army – Die letzte Schlacht
- 1995: Ross Hagen als Mann in Hart aber herzlich – Geheimnisse des Herzens
- 1995: Nicolas Bell als Zordon in Power Rangers – Der Film
- 1996: Paul Winfield als Senator Alan Laskey in Assassination File: Operation Laskey
- 1996: Jim Ritchie als Tom Hardy in Die Jury
- 1996: John Kavanagh als Kardinal in Mütter & Söhne
- 1996: Bill Smitrovich als Onkel Dave Palmer in Das Phantom
- 1996: Christopher Lee als Azaret in Prinzessin Alisea
- 1996: Sean Connery als John Patrick Mason in The Rock – Fels der Entscheidung
- 1996: James Coburn als Harlan Hartley in Der verrückte Professor

### Fernsehserien
- 1957–1966 (1990–1991): 4 Schauspieler, 4 Episoden in Perry Mason
- 1959–1966: 4 Schauspieler, 4 Episoden in Tausend Meilen Staub
- 1959–1964: 5 Schauspieler, 5 Episode in Twilight Zone
- 1964–1970 (1989–1991): 5 Schauspieler, 5 Episoden in Daniel Boone
- 1964–1966 (1990): 4 Schauspieler, 5 Episoden in The Munsters
- 1966–1977: Steve Forrest als John Mannering, 1 Episode in Der Baron
- 1967–1971: 2 Schauspieler, 2 Episoden in High Chaparral
- 1974–1979: Josef Bek als Salaba 1 Episode in Die Kriminalfälle des Majors Zeman
- 1977–1982: 2 Schauspieler, 2 Episoden in Lou Grant
- 1981–1991: 2 Schauspieler, 2 Episoden in Jim Bergerac ermittelt
- 1984–1985: John Castle als Carruthers, 1 Episode in Sherlock Holmes
- 1984–1992: 2 Schauspieler, 5 Episoden in Miss Marple
- 1984–1996 (1990): 2 Schauspieler, 2 Episoden in Mord ist ihr Hobby
- 1986–1994: 2 Schauspieler, 2 Episoden in L.A. Law – Staranwälte, Tricks, Prozesse
- 1990–1996: William Shatner als William Shatner in Der Prinz von Bel-Air
- 1992–1998: Philippe Bouclet als Philippe D'Estaing in Highlander
- 1993–1996: Robert L. Manahan als Zordon, 2 Staffeln in Power Rangers
- 1994–2000: Willie C. Carpenter als James, 1 Episode in Chicago Hope – Endstation Hoffnung
- 1994–2009: Dennis Howard als Dr. Steinman, 1 Episode in Emergency Room – Die Notaufnahme
- 1994–1998: William Dennis Hunt als Prof. Ivan McKee in Was ist los mit Alex Mack?
- 1994: Denny Miller als Sherriff Owen Kearney in Wildes Land
- 1995–2005: Bill Bolender als Captain Ross, 1 Episode in JAG – Im Auftrag der Ehre
- 1995–2002: Garry Chalk als Det. Barnett, 1 Episode in Outer Limits – Die unbekannte Dimension